# Constance Keene
Constance Keene (Brooklyn, 9 février 1921 – New York, 24 décembre 2005) est une pianiste américaine qui a suscité beaucoup d'éloges en 1964 pour son enregistrement des Préludes de Rachmaninoff. Elle a été l'objet de critiques élogieuses pour d'autres enregistrements d'œuvres de Hummel, Weber, Mendelssohn et pour ses Études-Tableaux de Rachmaninoff, enregistrés plus de trente ans après les Préludes.

## Biographie
Constance Keene grandi à Brooklyn. L'un de ses professeurs est le pianiste Abram Chasins. Elle remporte le Concours de piano Naumburg en 1943. En 1946, elle se substituait à Vladimir Horowitz, quand celui-ci était indisponible pour un concert. Elle a affirmé qu'elle était la seule femme pianiste à qui ait été donné cet honneur. Elle est également apparue avec Benny Goodman et son orchestre dans une interprétation de la Rhapsody in Blue de Gershwin. En 1949, elle épouse Abram Chasins (qui est décédé en 1987). Ils ont joué et enregistré ensemble de la musique pour deux pianos. 
Par le biais de son mari – qui avait lui-même étudié avec le grand Josef Hofmann – elle a fait la connaissance avec de nombreux grands pianistes, notamment Vladimir Horowitz. Elle et Chasins étaient régulièrement accompagnés d'Horowitz et son épouse Wanda Toscanini-Horowitz, notamment  pour jouer au bridge, durant les douze années de retraite de la scène d'Horowitz. Adolescente, elle a rencontré Hofmann, Godowsky et Rachmaninoff ; adulte, avec Chasins, ils ont aidé Van Cliburn avant son ascension fulgurante ; elle était amie avec William Kapell, Abbey Simon, et d'innombrables autres pianistes. Plus tard dans sa vie, elle a continué à être un membre important de la communauté des pianistes de New York, offrant souvent l'hébergement dans sa maison de Upper West Side, à de jeunes pianistes tels Ievgueni Kissine et Lang Lang.
Plus tard, elle devient professeur. Parmi ses élèves se trouvaient les enfants d'Arthur Rubinstein, qui a dit à lors des interprétations des Préludes de Rachmaninoff qu'il a été « sidéré par la couleur, l'étendue de l'imagination et... une technique incroyable. Je ne peux pas imaginer quelqu'un, y compris Rachmaninoff, jouer du piano si joliment. »
Le pianiste Peter Nero a été l'un des élèves de Constance Keen dans sa jeunesse. Bien qu'il ait été un prodige et qu'il ait gagné des concours de piano dans la région de New York, lorsqu'il a commencé à étudier avec elle, M. Nero a déclaré : « Elle a changé toute ma vie » en ce qui concerne la technique du piano. « Je dois tout à Constance », a-t-il déclaré plus tard dans sa vie. Un autre élève de Constance Keen était Donald Isler.
Pendant de nombreuses années, elle a été membre du corps professoral de l'École de musique de Manhattan, dont a été responsable du département piano et membre du conseil d'administration. Elle a également été sollicité comme jury de concours de piano.